# هاتسفلد
هاتسفلد (ادر) (بالألمانية: Hatzfeld) هي بلدة، مدينة و بلدة ألمانية تقع في ألمانيا في Waldeck-Frankenberg.

## المدن التوأمة
مدينة Cloyes-sur-le-Loir هي مدينة توأمة لـهاتسفلد (ادر).

## معرض صور

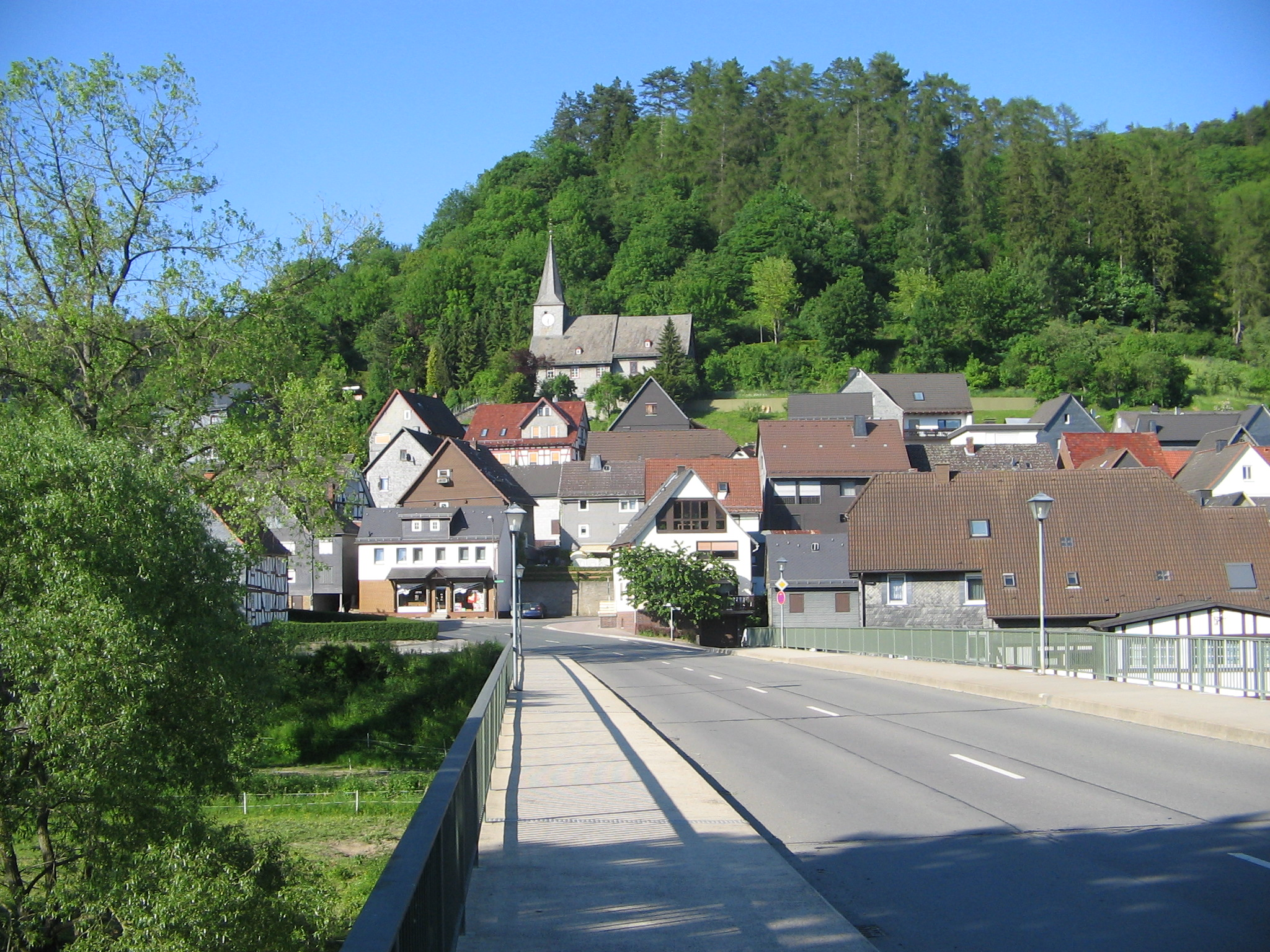
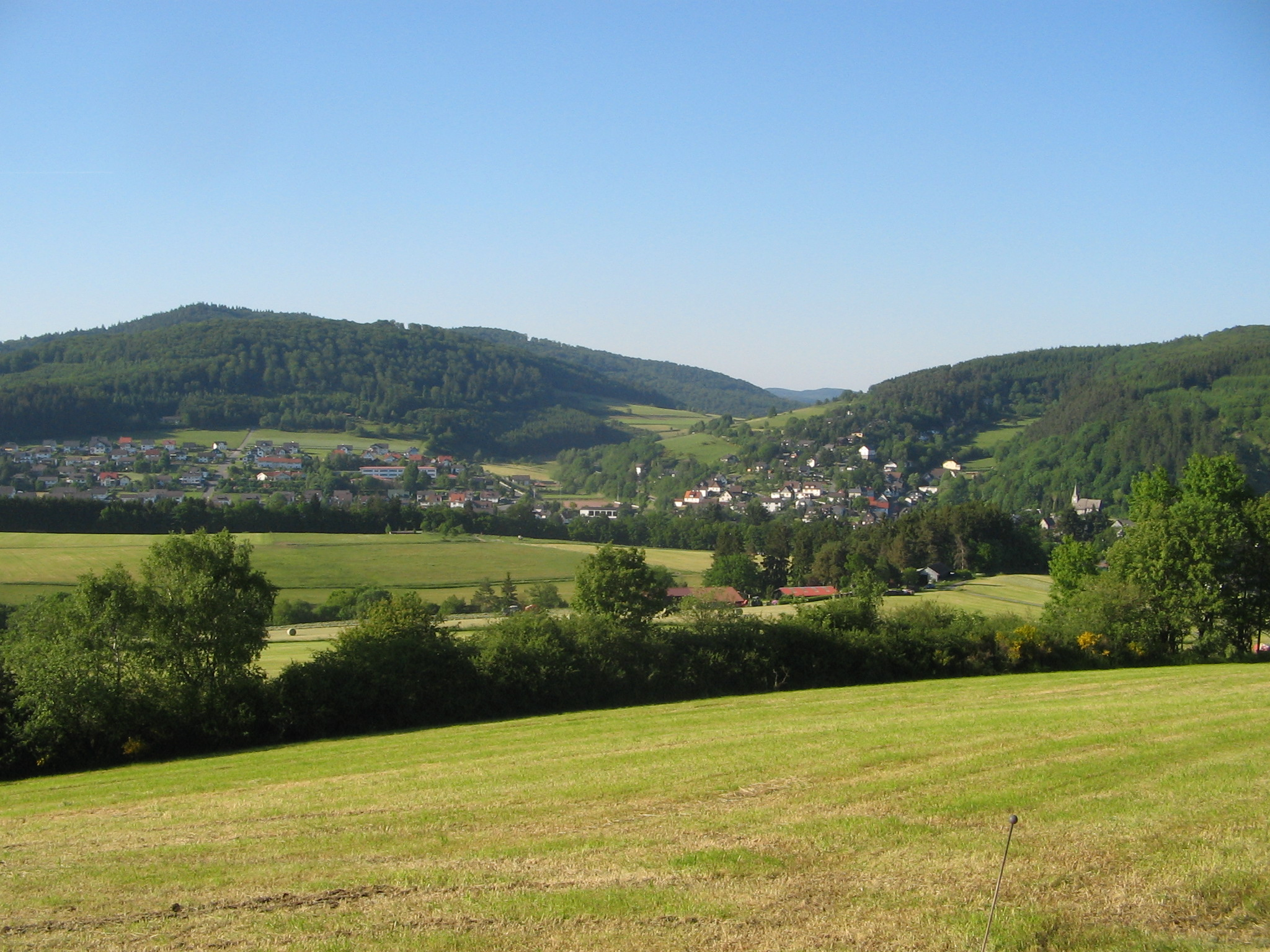
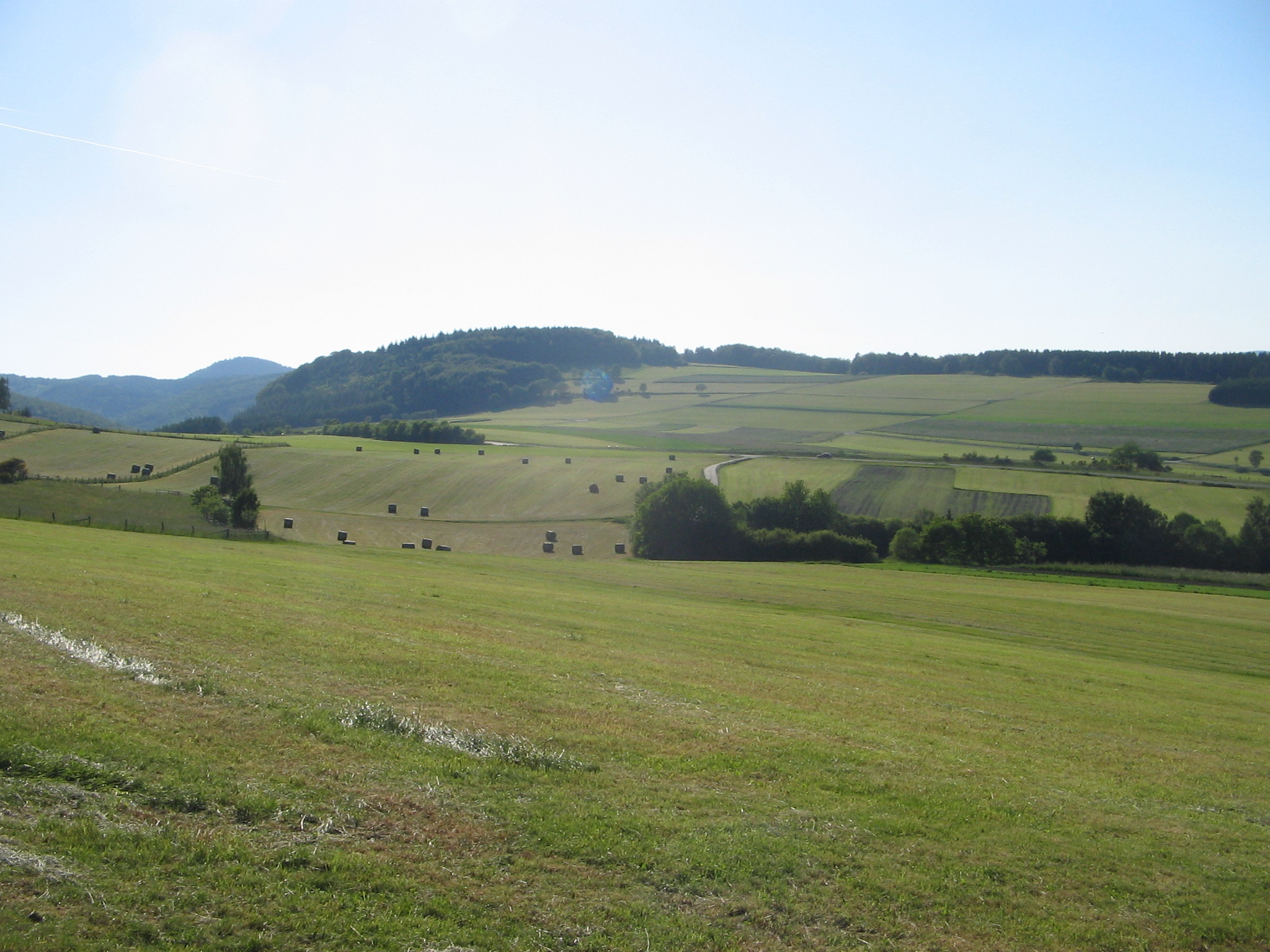
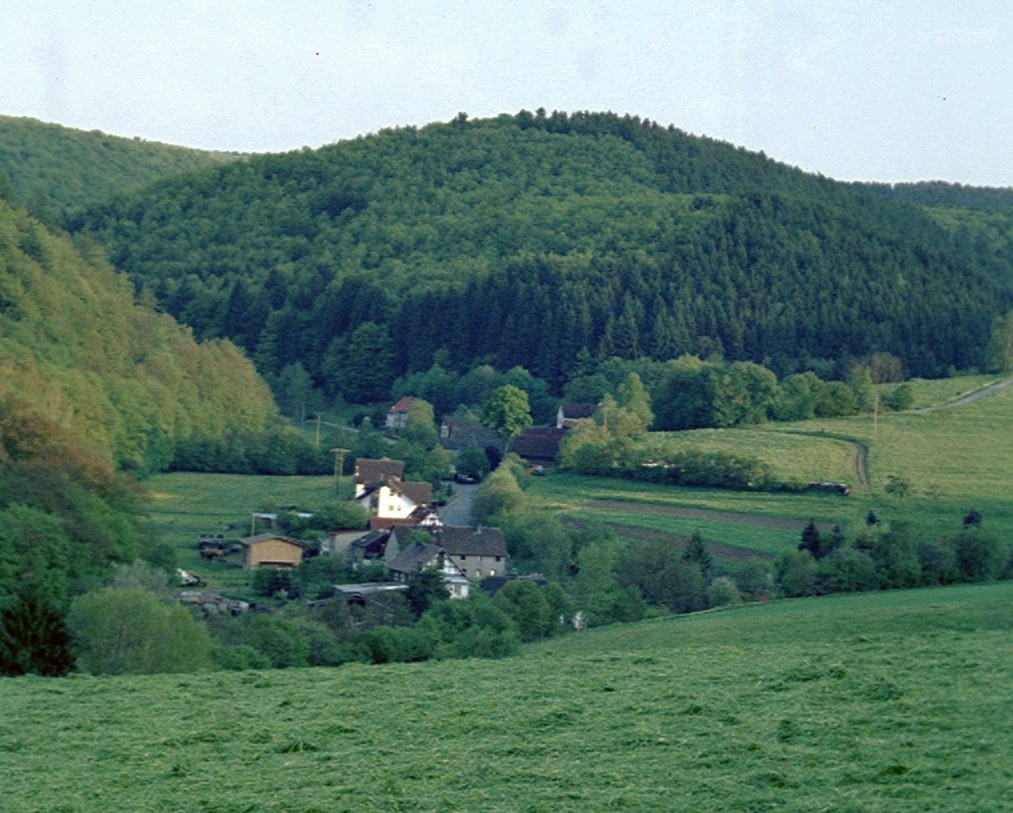
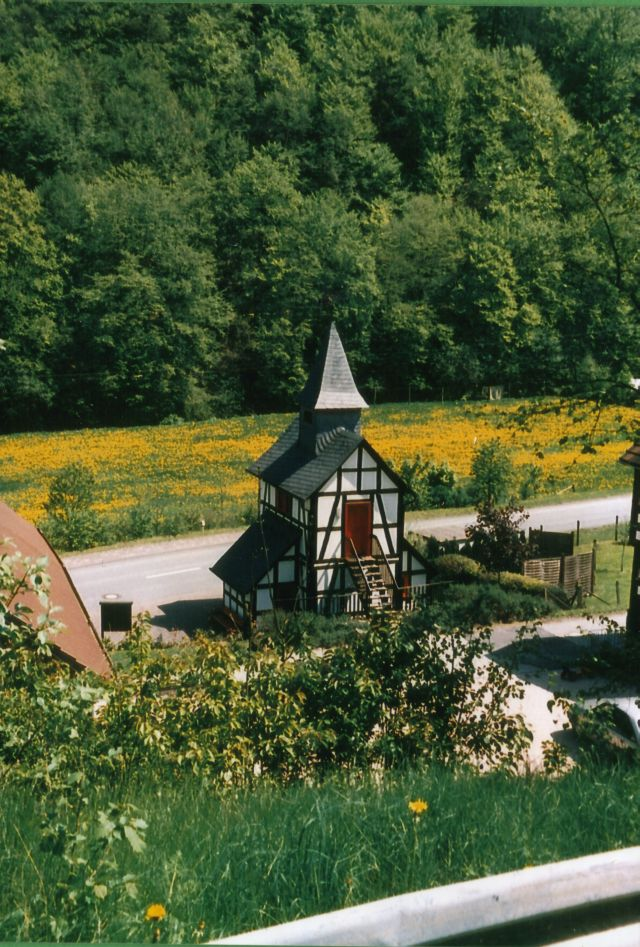